# Franco Morbidelli

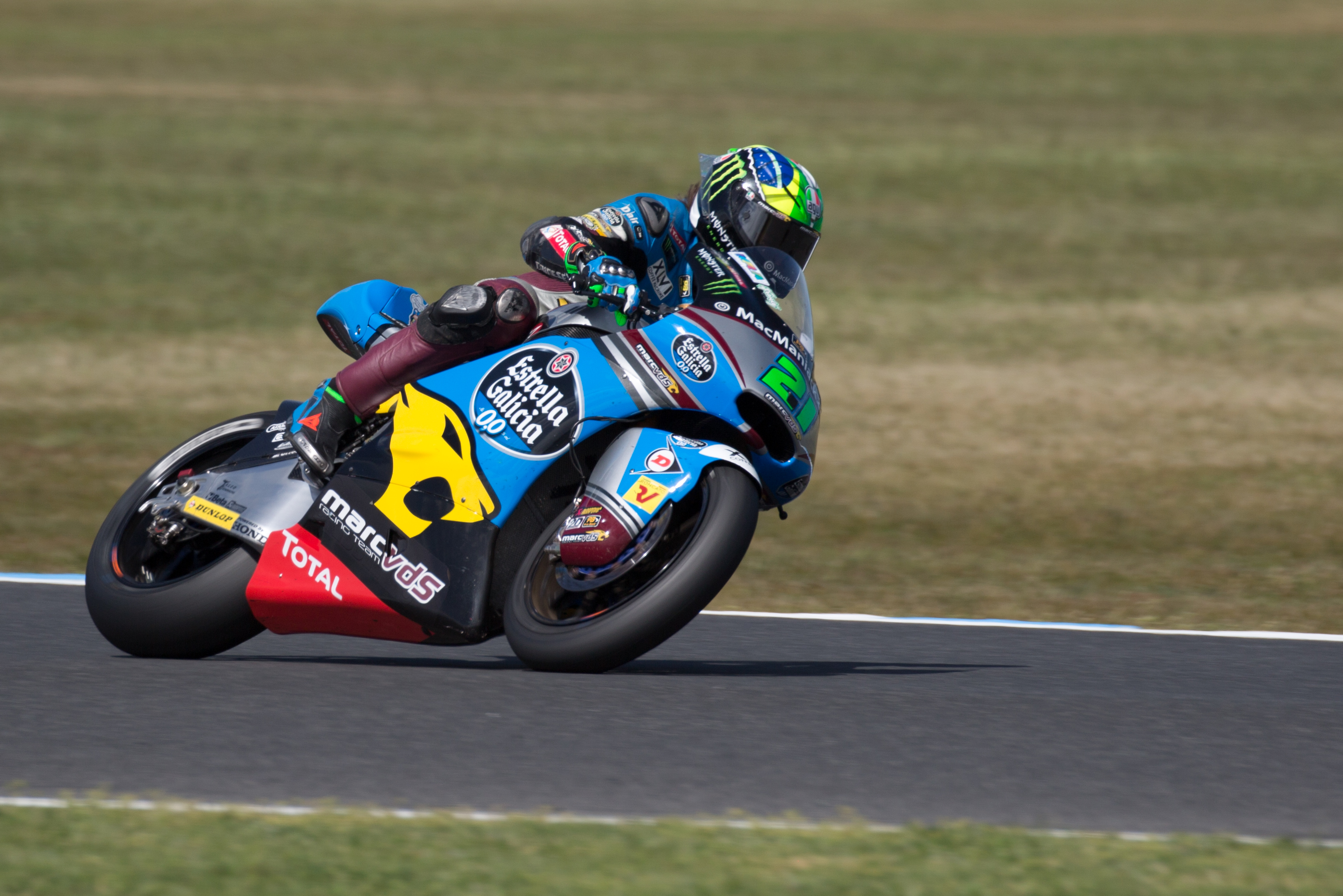
Franco Morbidelli på Phillip Island 2016.

Franco Morbidelli, född 4 december 1994 i Rom, är en italiensk roadracingförare som sedan 2012 kör i Grand Prix Roadracing, från 2018 i MotoGP-klassen. Han blev världsmästare i Moto2-klassen säsongen 2017.

## Tävlingskarriär
Morbidelli gjorde VM-debut i Moto2 i San Marinos Grand Prix 2013. Han blev europamästare i klassen Superstock 600 samma år. Från 2014 var han ordinarie förare i Moto2 och körde en Kalex-motorcykel för stallet Italtrans Racing Team 2014 och 2015. Han blev 11 i VM 2014 och 2015 blev han 10 trots att han missade fyra deltävlingar på grund av skada. Till 2016 fick han kontrakt med toppstallet Estrella Galicia 0,0 Marc VDS och kom fyra i VM efter flera andra- och tredjeplatser i deltävlingarna. Den första Grand Prix-segern uteblev dock. Morbidelli fortsatte i samma team 2017 och redan i säsongsdebuten, Qatars Grand prix, tog han sin första GP-seger och fortsatte sedan att vinna fyra av de fem första tävlingarna. Några misstag gjorde att Tom Lüthi utmanade om världsmästartiteln, men när Lüthi på grund av skada inte kunde starta i säsongens näst sista tävling var VM-titeln klar.
Roadracing-VM 2018 körde Morbidelli i MotoGP för Marc VDS Honda och kom på 15:e plats i VM samt blev bästa nykomling i klassen - rookie of the year. Marc VDS lade ner sin MotoGP-satsning efter 2018, men Morbidelli fortsatte 2019 i MotoGP i det nya stallet Petronas Yamaha SRT.

### VM-säsonger
| Säsong | Klass  | VM- plac. | Poäng | 1/2/3- plac. | Starter | Motorcykel | Team                                             | Startnr |
| ------ | ------ | --------- | ----- | ------------ | ------- | ---------- | ------------------------------------------------ | ------- |
| 2013   | Moto2  | 31        | 0     | - / - / -    | 3       | Suter      | Federal Oil Gresini Moto2                        | 94      |
| 2014   | Moto2  | 11        | 75    | - / - / -    | 18      | Kalex      | Italtrans Racing Team                            | 21      |
| 2015   | Moto2  | 10        | 90    | - / - / 1    | 14      | Kalex      | Italtrans Racing Team                            | 21      |
| 2016   | Moto2  | 4         | 213   | - / 4 / 4    | 18      | Kalex      | Estrella Galicia 0,0 Marc VDS                    | 21      |
| 2017   | Moto2  | 1         | 308   | 8 / 1 / 3    | 18      | Kalex      | Estrella Galicia 0,0 Marc VDS                    | 21      |
| 2018   | MotoGP | 15        | 50    | - / - / -    | 16      | Honda      | Estrella Galicia 0,0 Marc VDS                    | 21      |
| 2019   | MotoGP | 10        | 110   | - / - / -    | 19      | Yamaha     | Petronas Yamaha SRT                              | 21      |
| 2020   | MotoGP | 2         | 158   | 3 / - / -    | 19      | Yamaha     | Petronas Yamaha SRT                              | 21      |
| 2021   | MotoGP | 17        | 47    | - / - / -    | 13      | Yamaha     | Petronas Yamaha SRT Monster Energy Yamaha MotoGP | 21      |
| 2022   | MotoGP | 19        | 42    | - / - / -    | 20      | Yamaha     | Monster Energy Yamaha MotoGP                     | 21      |
| 2023   | MotoGP | 13        | 102   | - / - / -    | 20      | Yamaha     | Monster Energy Yamaha MotoGP                     | 21      |
| 2024   | MotoGP | 20        | 5     | - / - / -    | 3       | Ducati     | Prima Pramac Racing                              | 21      |

## Framskjutna placeringar
Uppdaterad till 2021-05-03.
| Nr | Grand Prix | År   |
| -- | ---------- | ---- |
| 1  | San Marino | 2020 |
| 2  | Teruel     | 2020 |
| 3  | Valencia   | 2020 |

| Nr | Grand Prix | År   |
| -- | ---------- | ---- |
| 1  | Tjeckien   | 2020 |

| Nr | Grand Prix | År   |
| -- | ---------- | ---- |
| 1  | Portugal   | 2020 |
| 2  | Spanien    | 2021 |

| Nr | Grand Prix | År   |
| -- | ---------- | ---- |
| 1  | Qatar      | 2017 |
| 2  | Argentina  | 2017 |
| 3  | Amerika    | 2017 |
| 4  | Frankrike  | 2017 |
| 5  | TT Assen   | 2017 |
| 6  | Tyskland   | 2017 |
| 7  | Österrike  | 2017 |
| 8  | Aragonien  | 2017 |

| Nr | Grand Prix     | År   |
| -- | -------------- | ---- |
| 1  | Österrike      | 2016 |
| 2  | Storbritannien | 2016 |
| 3  | Australien     | 2016 |
| 4  | Malaysia       | 2016 |
| 5  | Valencia       | 2017 |

| Nr | Grand Prix     | År   |
| -- | -------------- | ---- |
| 1  | Indianapolis   | 2015 |
| 2  | TT Assen       | 2016 |
| 3  | Aragonien      | 2016 |
| 4  | Japan          | 2016 |
| 5  | Valencia       | 2016 |
| 6  | Storbritannien | 2017 |
| 7  | Australien     | 2017 |
| 8  | Malaysia       | 2017 |